# Cecilio Folli
Cecilio Folli (Modena, 1º agosto 1614 – Venezia, 1682) è stato un medico italiano cittadino della Repubblica di Venezia.

## Biografia
Discendente da una casata modenese di Fanano nota per annoverare diversi praticanti la professione medica, rimase in tenera età orfano del padre Ercole, caduto durante il conflitto noto come guerra di Gradisca che era stato capitano della Serenissima e di una Ludovica.
Cresciuto con lo zio Giambattista, anch'egli eminente medico che ottenne anche la carica protomedico alla Sanità a Venezia, che lo instradò ben presto all’apprendimento delle materie scientifiche cui si appassionò anche per l’epidemia di peste che si propagò nell'estate 1630 in laguna.
Tra le proposte per argina il diffondersi del morbo lo zio, come il collega medico G. degli Aromatari, propose di attuare rigide misure profilattiche per limitare la contagiosità, avversate dal Collegio dei medici, ma che ottennero risultati e alla fine furono accettarti e condivisi dalla comunità scientifica.
Della collaborazione con lo zio, Folli fece un dettagliato al magistrato della Sanità; il resoconto degli eventi occorsi durante la pestilenza fu pubblicato nel 1509 a Venezia col titolo Vero racconto di tutto quello è occorso l'anno 1630 nel contagio pestilente che disertò l'inclita città di Venezia.
In seguito Folli frequenta l'università di Padova conseguendo la laurea in filosofia e medicina. Si rivelerà portato soprattutto per l'anatomia e la fisiologia. Abbandonata la città patavina, nel 1636 ottiene l'incarico di  pubblico anatomico a Venezia, dove tre anni dopo pubblica il suo primo trattato scientifico rilevante: Sanguinis a dextro in sinistrum cordis ventriculum defluentisfacilis reperta via, cui non vulgaris in lacteas nuper patefactas venas animadversio praeponitur.
Nel testo l'oggetto dello studio, con l'ausilio di tavole anatomiche, è la circolazione sanguigna, che il Folli arricchisce con l’analisi delle conoscenze del tempo. Contesta la teoria attribuita al collega  Realdo Colombo della "piccola circolazione".
Analizzando una salma, studia la malformazione patologica dell'adulto dovuta alla mancata chiusura del foro di Botallo negli atri cardiaci, che causa il mescolamento di sangue arterioso e venoso.
Altre considerazioni riguardano la circolazione sanguigna a livello di capillare. Si intesta anche la scoperta delle vene lattee, oggi note anche vasi chiliferi capillari presenti nei villi intestinali, nella specie umana, che il collega Gaspare Aselli aveva trovato negli animali.
Nel successivo saggio Discorso anatomico nel quale si contiene una nuova opinione circa la generazione, et uso della pinguedine con altri principii hippocratici continua a trattare di quest'ultimo argomento. Si sofferma in particolare sulla natura del grasso una sostanza ricavata dalla digestione degli alimenti. Secondo Folli esistono quattro tipi di grasso: la pinguetudine, l'’adipe, il sevo e il midollo osseo, che divergerebbero tra loro per densità. Il grasso giungerebbe fino alle cellule dalla circolazione sanguigna come nutriente che si formerebbe dall'umor latteo.
La Nova auris intemae delineatio un breve opuscolo pubblicato a Venezia nel 1645 ebbe un riscontro molto positivo. Si trattava di uno studio approfondito dell'orecchio medio ed esterno corredato da una tavola con rafigurazione molto dettagliate dell'organo uditivo. Tra le immagini presenti quelle che interessano il martello, ossicino presente nell’orecchio medio riscuoterà un notevole interesse.
L'opuscolo che aveva come naturale destinatario, al celebre anatomista danese Thomas Bartholin (italianizzato in Tommaso Bartolini) cui fu recapitato, dimostra i cordiali rapporti di collaborazione tra i due scienziati.
Un'altra missiva inviata al Bartolini contiene un ulteriore dissertazione in anatomia relativa a diversi organi è l'Observationes quaedam anatomicae del 1864.
La notorietà di questi trattati favorirà la carriera del Folli: prima nominato protomedico alla Sanità, incarico prima esercitato dallo zio, per poi accedere al Collegio dei medici, prima come membro e poi col prestigioso titolo di priore (dal 1652 al 1671).
Su sua proposta a Venezia a san Giovanni dell'Orio fu eretto il teatro anatomico che fu inaugurato nel 1671, costruzione andata distrutta nel 1800 a causa dei un incendio in cui andarono perduti anche la documentazione d'archivio e l'annessa biblioteca. Nella rovina dovuta al rogo della struttura non si salvò il busto a lui dedicato.
Non si hanno notizie certe in merito alla data di morte del medico, sulla statua andata distrutta era indicato l'anno 1682. L'ultima annotazione che lo riguarda è del 12 luglio dell'anno precedente.
La fama del Folli tra gli studiosi contemporanea fu notevole ed è testimoniata dai rapporti che intrattenne con i più insigni colleghi.
Membro dell'Accademia degli Incogniti, Folli si è dilettato anche in campo letterario. Le sue opere furono però firmate con pseudonimi e quindi rimangono ignote.

## Opere
- Vero racconto di tutto quello è occorso l'anno 1630 nel contagio pestilente che disertò l'inclita città di Venezia, Venezia;
- Sanguinis a dextro in sinistrum cordis ventriculum defluentisfacilis reperta via, cui non vulgaris in lacteas nuper patefactas venas animadversio praeponitur;
- Discorso anatomico nel quale si contiene una nuova opinione circa la generazione, et uso della pinguedine con altri principii hippocratici, Venezia, 1644;
- Nova auris intemae delineatio, Venezia, 1645;
- Observationes quaedam anatomicae.